# حزم حقائب الظهر

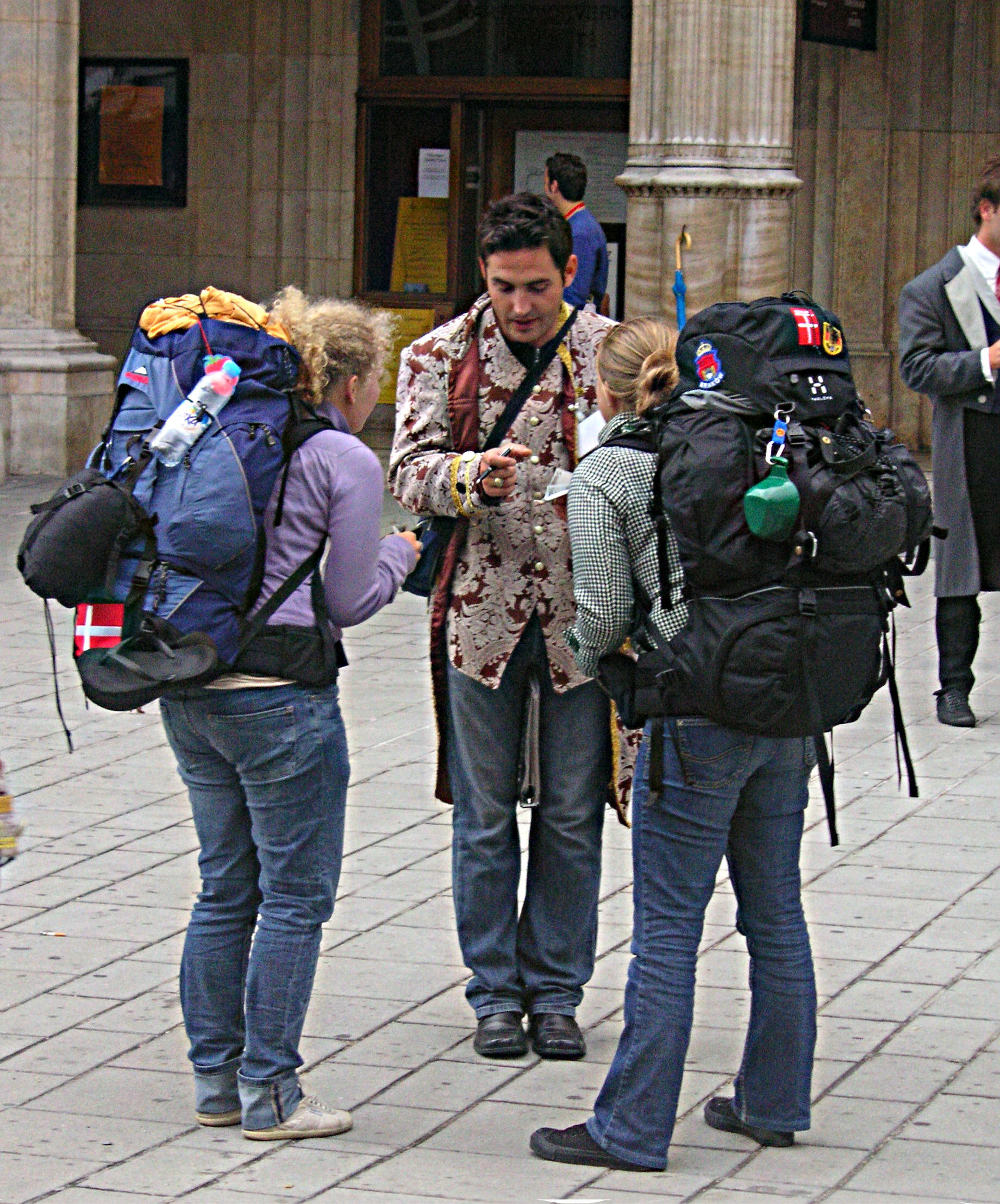
اثنان من المرتحلين الدنماركيين أمام دار أوبرا فيينا

حزم حقائب الظهر (بالإنجليزية: Backpacking)‏ هو نوع من السفر الدولي منخفض الكلفة، وهو يتضمن استخدام حقائب الظهر أو أي نوع آخر من الأمتعة التي يمكن حملها لمسافات طويلة ولفترات كبيرة من الوقت، واستخدام المواصلات العامة وأماكن الإقامة غير المكلفة مثل بيوت الشباب، وفترات أكبر من السفر مقارنة بالأجازات التقليدية، واهتمام برؤية المعالم السياحية ومقابلة أناس جدد من أهل المدن التي يرتحلون إليها.
هذا النوع من السفر غالباً ما يتم ربطه بالشبان اليافعين والذين لديهم عدداً أقل من المسئوليات وبالتالي الكثير من الوقت للسفر، وهم غالباً ما يملكون القليل من المال لإنفاقه على الفنادق أو أماكن الإقامة الخاصة. من الممكن أن يتصمن السفر المغامرات البرية أو مجرد السفر ضمن حدود بعض المدن.